# ブンバ・メウ・ボイ
ブンバ・メウ・ボイ(英語: Hit-my-bull,ポルトガル語: Bumba-meu-boi,ポルトガル語: [ˈbũbɐ ˈmew ˈboj])はブラジルの伝統的なフォルクローレの祭りである。物語はいちど死ぬがよみがえるオスの牛にまつわるもので、音楽や衣装、太鼓を叩きつつ語られる。物語の種類は地域によって多種多様であるが、最も物語の中心となる登場人物は、オスの牛(演じる人は、手の込んだ衣装を着る)、カティリナ(醜い妊婦。通常は女装した男性が演じる)、牛の世話をしているが牛を死に至らしめる原因を作ってしまうカウボーイ、聖職者、牛の裕福かつ権力を持った所有者、そして音楽(牛を生き返らせる魔法)である。
参加するすべてのグループがそれぞれのバージョンの「ブンバ・メウ・ボイ」を語る祭りが、ブラジルの至る所で開かれている。この手の祭りはブラジル全土で行われているが、ブラジル北部や北東部では毎年行われる有名かつ伝統のある祭りで、ボイブンバ(ポルトガル語: Boi-bumbá,ポルトガル語: [ˈboj bũˈba])と呼ばれている。